# Ischnotherus pardus
Ischnotherus pardus is een hooiwagen uit de familie Gonyleptidae.